# Chris Algieri
Chris Algieri, all'anagrafe Christopher Mark Algieri (Huntington, 2 marzo 1984), è un pugile statunitense di origini italiane.
Soprannominato The Fighting Collegian, è stato campione WBO dei pesi superleggeri.

## Biografia
Di origini italo-argentine, Algieri è nato il 2 marzo 1984 a Huntington, New York. Il 14 giugno 2014 sconfigge ai punti il russo Ruslan Provodnikov, conquistando la cintura WBO dei pesi superleggeri. La sorprendente vittoria viene inclusa nella lista Ring Magazine upsets of the year.